# Piranschahr
Piranschahr (persisch پیرانشهر, kurdisch پیرانشار,Pîranşar) ist eine Stadt in den Kurdengebieten der Provinz West-Aserbaidschan im Iran. Sie liegt in der Provinz West-Aserbaidschan und ist Hauptstadt des gleichnamigen Kreises (Bachsch). Sie liegt 1449 m hoch und hat über 123.000 Einwohner.

## Geschichte
Piranshahr ist eine der ältesten Städte des Iran und ihre Fundamente stammen aus der vorislamischen Zeit des Iran und der Entstehung des Reiches der Meder.

## Etymologie
Laut dem arabischen Geographen Yāqūt ar-Rūmī leitet sich der Name der Stadt von der berühmten Figur Schāhnāme Piran Viseh ab. Piran ist eine turanische Figur in Schāhnāme, dem Nationalepos des Großirans. Neben Schāhnāme wird Piran auch in anderen Quellen wie Tabari und Tha’ālibī erwähnt. Er ist der König von Khotan und der Spahbed von Afrasiab, dem König von Turan. Er wird als weiser und intelligenter Mann beschrieben, der dem Iran und Turan Frieden bringen möchte.
In alten iranischen Schriften sind Piran und Aghrirat die einzigen Turaner, die positiv beschrieben wurden. Piran spielt eine wichtige Rolle in der Geschichte von Siavash, der Geschichte von Kay Khosro und der Geschichte von Bizhan und Manizhe. In der persischen Kultur ist Piran ein Symbol der Weisheit. Es wurde gesagt, dass Karim Khan Mohammad Khan Qajar „Piran Viseh“ nannte. Piran wird oft mit Bozorgmehr verglichen.
Laut Djalal Khaleghi Motlagh könnte Piran der Median Harpagus sein, der Cyrus den Großen rettete.

### Parsua-Zivilisation
Laut dem Iranisten Wladimir Fjodorowitsch Minorski ist das antike Parsua identisch mit dem Namen der Stadt Pasveh, die im Bezirk Lajan (Bakhsh) in Piranshahr liegt.
Pasveh liegt in der Nähe von Piranshahr. Pasva ist ein Dorf in der Nähe von Piranshahr, dessen Name laut Minorski seit dem 9. Jahrhundert v. Chr. existiert und von den „Parsua-Stämmen“ erbaut wurde. Es wurde auch in den Aufzeichnungen des assyrischen Herrschers Salmanassar III. (Regierungszeit 858–824 v. Chr.) erwähnt.

## Öffentliche Einrichtungen
Verkehr
- Flughafen Piranschahr[10]

## Galerie

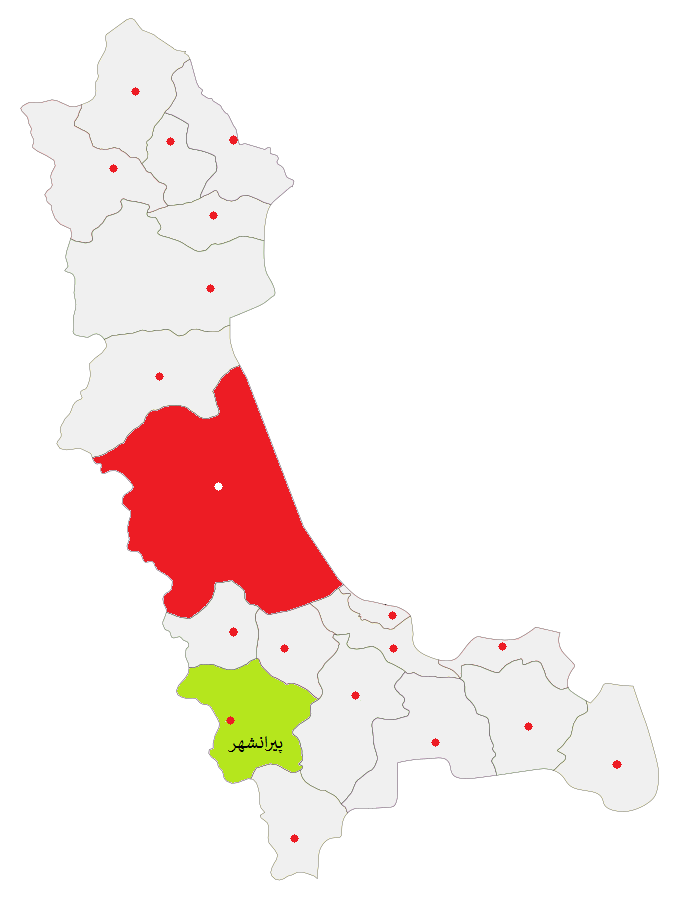
Lage im Bezirk Piranschahr
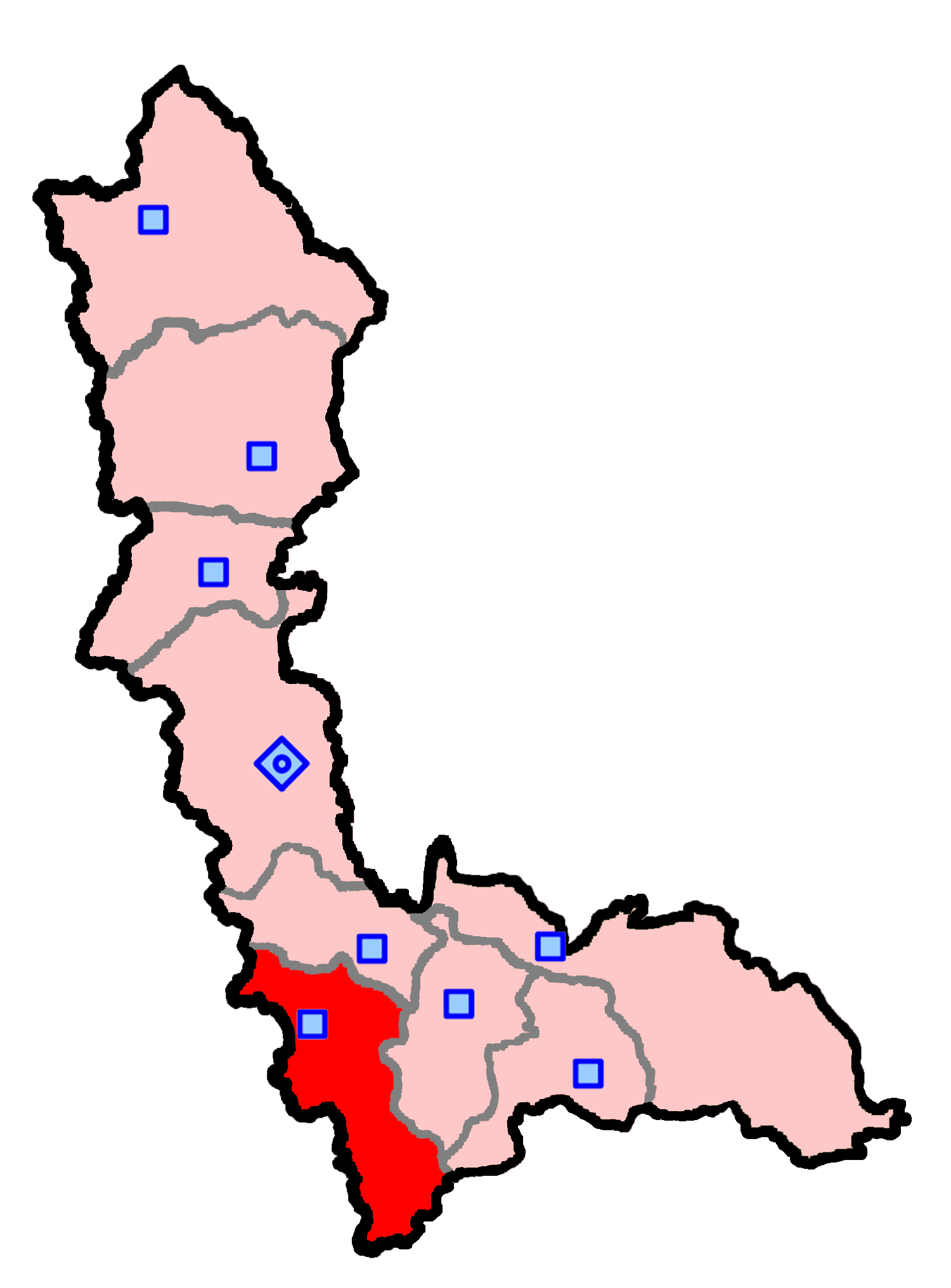
Gemeinde Piranschahr